# José Bruno Tavares Carreiro
José Bruno Tavares Carreiro ComC • ComSE (Coimbra, 28 de Agosto de 1880 — Ponta Delgada, 4 de Janeiro de 1957) foi um jurista, jornalista, escritor e político autonomista açoriano. Destacou-se como defensor da unidade e autonomia açoriana e como fundador e primeiro director do jornal Correio dos Açores e organizador do evento que fixou conhecido como A Visita dos Intelectuais de 1924. É ainda hoje reconhecido como a principal figura do Segundo Movimento Autonomista Açoriano.

## Biografia
José Bruno Tavares Carreiro foi filho natural legitimado de Maria Rosa de Jesus e de Bruno Silvano Tavares Carreiro, de origem micaelense e médico em Ponta Delgada, que tratou de Antero de Quental nos últimos momentos da sua vida. Apesar de ter nascido em Coimbra, onde o seu pai estudava, viveu a sua infância na cidade de Ponta Delgada, onde frequentou o ensino primário. Fez os estudos liceais em Lisboa, tendo-se matriculado em Direito na Faculdade de Direito da Universidade de Coimbra, tendo concluído o curso como bacharel no ano de 1904.
Terminado o curso, regressou à ilha de São Miguel iniciando a sua actividade profissional como advogado, acumulando com o cargo de subdelegado do Procurador Régio na comarca de Ponta Delgada. A partir de 1910, foi nomeado secretário do governo civil de Ponta Delgada, cargo ocupado até à idade da reforma, em 1949. Por esta altura aderiu ao Partido Regenerador, colaborando no órgão de imprensa distrital daquele partido, o jornal O Distrito, nos anos de 1907 e 1908.
Após a implantação da República Portuguesa, em 1910, foi nomeado secretário-geral do Governo Civil do Distrito Autónomo de Ponta Delgada, cargo que manteria até 1949, ano em que se reformou. Apesar de algumas suspeitas que se levantaram quanto ao seu pendor pró-monárquico, posicionou-se no campo dos republicanos mais conservadores, mantendo a confiança de sucessivos governadores civis dos mais diversos quadrantes políticos.
Quando em 1917, no contexto da Primeira Guerra Mundial, foi autorizada a instalação de uma Base Naval Americana em Ponta Delgada, surgiram tensões entre as autoridades locais e as forças militares americanas e portuguesas presentes na ilha. Em consequência, em Abril de 1918 o general José Augusto de Simas Machado, um militar de origem açoriana, foi nomeado Alto-Comissário da República nos Açores e Madeira, tendo José Bruno Tavares Carreiro como chefe do seu gabinete civil, cargo de grande delicadeza ao tempo, particularmente quando nesse ano e no seguinte a ilha de São Miguel foi atingida pela grande pandemia da gripe pneumónica.
Terminada a Guerra Mundial e extinta a Base Naval, voltou às suas funções de secretário-geral do Governo Civil do Distrito Autónomo de Ponta Delgada, evoluindo politicamente no sentido da defesa da autonomia açoriana. Foi com esse fito que em 1920 fundou o jornal Correio dos Açores, assumindo a sua direcção editorial. Como director do jornal, cargo que manteria até 1937, desenvolveu uma longa campanha em prol do açorianismo, promovendo a ressurgência das reivindicações autonomistas contra a hegemonia do Partido Democrático. A sua acção como jornalista teve grande influência na vida política açoriana, catalisando aquilo que hoje se denomina o Segundo Movimento Autonomista Açoriano.
Para além da defesa a nível local da autonomia açoriana, preocupou-se com a projecção externa dos Açores, promovendo em 1924, uma vista ao arquipélago por um selecto grupo de intelectuais portugueses, iniciativa que ficaria conhecida pela Visita dos Intelectuais e da qual resultariam múltiplos artigos e referências. Outro fruto daquela visita foi a obra Ilhas Desconhecidas, de Raul Brandão, hoje considerada um clássico da literatura de viagens.
Afirmou-se também como um defensor da unidade açoriana, elaborando um projecto que previa a criação da Província dos Açores, pondo termo à divisão distrital do arquipélago. Ainda assim era acima de tudo um defensor da autonomia financeira, procurando formas de financiamento que permitissem às Juntas Gerais realizar as obras de fomento que reputava de essenciais, deixando para segundo plano a questão da autonomia política que havia preocupado a geração do Primeiro Movimento Autonomista Açoriano. No período da Primeira República Portuguesa, para além de algumas suspeitas em relação ao seu pendor monárquico, posicionou-se sempre ao lado dos republicanos mais conservadores.
Após o Golpe de 28 de Maio de 1926 aderiu aos ideais da Ditadura Militar e da Ditadura Nacional, aproveitando o momento de manifesta fraqueza do Estado português para promover os seus ideais autonómicos. Logo em 1927, quando o coronel Feliciano António da Silva Leal foi nomeado Delegado Especial do Governo da República nos Açores, volta a ocupar o cargo de chefe do gabinete civil do novo representante do Governo da República, aproveitando a oportunidade para promover os seus ideais autonomistas. 
Com a ditadura militar, foi um dos ideólogos da estratégia que levou à publicaçãodo Decreto n.º 15 035, de 16 de fevereiro de 1928, que revogou o Decreto de 2 de Março de 1895, pelo qual foram ampliados os poderes e as receitas das Juntas Gerais. Este diploma consagrou parte das reivindicações apresentadas ao Delegado do Governo da República, sendo generoso nos princípios e objectivos, ampliando os poderes e as receitas das Juntas Gerais, fruto, como sempre na história da autonomia açoriana, do momento de alguma fraqueza do Estado português que então se vivia. A publicação deste novo regime autonómico foi o coroar dos esforços de José Bruno Tavares Carreiro e do Segundo Movimento Autonomista.
O decreto que ampliava os poderes das autonomias distritais foi de pouca dura, já que nesse mesmo ano António de Oliveira Salazar assumiu as rédeas do poder e entre as suas primeiras medidas incluiu a publicação do Decreto n.º 15 805, de 31 de julho de 1928, que marcou um profundo retrocesso face ao Decreto n.º 15 305, de 16 de Fevereiro de 1928 (tão efémero que vigorou só 5 meses), eliminando as veleidades autonomistas entretanto alimentadas e anulou as conquistas alcançadas. É o primeiro diploma sobre autonomia contendo a assinatura de Salazar, sendo já bem patente a sua marca na vertente financeira. José Bruno Tavares Carreiro, nas páginas do Correio dos Açores, ainda esboçou uma manifestação de desagrado contra as medidas impostas pela ditadura, mas foi rapidamente silenciado. Era o fim do Segundo Movimento Autonomista. Ao tempo, nas páginas do Correio dos Açores manifestou o seu desagrado contra algumas medidas impostas por Oliveira Salazar.
Foi um dos dinamizadores do Primeiro Congresso Açoriano, realizado em Lisboa no ano de 1938, já sob a égide e com a aprovação do regime do Estado Novo. Sendo naturalmente um homem de direita, acabou por ser absorvido pelo Estado Novo, concordando com as linhas gerais do projecto centralizador elaborado por Marcelo Caetano, que deu origem ao Decreto-Lei n.º 31 095, de 31 de dezembro de 1940, que aprovou o Estatuto dos Distritos Autónomos das Ilhas Adjacentes. Ainda assim, em 1952 teceu algumas críticas à asfixia financeira a que ficaram sujeitas as Juntas Gerais. Foi também defensor da unidade açoriana, materializada no projeto político-administrativo da Província Açoriana. Empenhou-se na projeção dos Açores no exterior, promovendo, em 1924, a polémica Visita dos Intelectuais continentais.
Para além da sua obra como jornalista, José Bruno Tavares Carreiro é autor de várias obras de sucesso, entre as quais se incluem peças de teatro e biografias de micaelenses distintos. Foi biógrafo de Antero de Quental e um dos mais notáveis elementos da plêiade de políticos autonomistas açorianos do primeiro quartel do século XX. Em 1934 publicou Antero de Quental – Notas sobre a sua vida, e anunciou (1940) um vasto trabalho de reconstituição da vida daquele poeta, trabalho cuja síntese publicou no Correio dos Açores, o seu jornal, em 1932-1933.
Foi condecorado com o grau de comendador da Ordem Militar de Cristo a 5 de dezembro de 1942 e de comendador da Ordem Militar de Sant'Iago da Espada a 11 de janeiro de 1946. A cidade de Ponta Delgada dedica-lhe a toponímia de uma das suas ruas, a Rua Dr. José Bruno Tavares Carreiro.
Casou em Angra do Heroísmo, Sé, a 28 de Dezembro de 1919, com Georgina Pamplona Forjaz de Lacerda (Angra do Heroísmo, Sé, 9 de Agosto de 1894 - depois de 1985), irmã de Cândido de Meneses Pamplona Forjaz de Lacerda, com descendência.
A sua biblioteca, constituída por mais de 500 títulos de interesse anteriano, deu entrada na Biblioteca Pública e Arquivo Regional de Ponta Delgada, em 1961, por disposição testamentária, era, então diretor daquela instituição, Alfredo Machado Gonçalves (1960-1970).

## Principais obras publicadas
- 1904 — Uma véspera de Feriado – Peça em 3 actos. Lisboa, Liv. Clássica Editora (récita de despedida do curso jurídico de 1904 da Universidade de Coimbra; teve 3 edições, a última em 1929).
- 1944 — Vida de Teófilo Braga. Ponta Delgada, Of. do Correio dos Açores.
- 1948 — Antero de Quental: Subsídios para a sua Biografia. Lisboa, Instituto Cultural de Ponta Delgada, 2 vols [outra ed., 1981].
- 1949 — Hintze Ribeiro. Ponta Delgada, separata da Insulana, Ponta Delgada, V (3-4).
- 1951 — O drama do capitão Dreyfus. Porto, Ed. Educação Nacional.
- 1952 — A Autonomia Administrativa dos Distritos das Ilhas Adjacentes. Ponta Delgada, separata da Insulana, Ponta Delgada, VIII (1-2).
- 1960 — A Aliança inglesa: O grande triunfo da diplomacia portuguesa na confirmação da aliança pela declaração secreta de 14 de Outubro de 1899. Ponta Delgada.
- 1984 — Os Maias: Adaptação teatral do original de Eça de Queirós. Lisboa, Imprensa Nacional-Casa da Moeda/ Secretaria Regional da Educação e Cultura.